# جوناثان مايكل
جوناثان مايكل هو طبيب كلى بريطاني ومدير طبي. من عام 2000 إلى عام 2007 كان الرئيس التنفيذي لـ قايز وتومساس لخدمة الصحة الوطنية حيث تلقى تدريبه الطبي وتأهل في عام 1970، قبل حياته المهنية التي استمرت 20 عامًا كطبيب كلى إكلينيكي. قضى الكثير من حياته المهنية الطبية في مستشفى الملكة إليزابيث في برمنغهام ، قبل أن يصبح أول مدير طبي ورئيس تنفيذي لمستشفى جامعة برمنغهام لخدمة الصحة الوطنية.
في عام 2007 أصبح رئيس قسم الصحة في شركة مجموعة بي تي. في عام 2010 أُعلن أنه سيعود إلى خدمة الصحة الوطنية كرئيس تنفيذي لمستشفيات أكسفورد رادكليف لخدمة الصحة الوطنية.
أعلن في عام 2014 أنه سيترك المؤسسة وسيصبح الرئيس الطبي لمجموعة 6PM، وهي شركة برمجيات لتكنولوجيا المعلومات.
في يناير 2016 تم تعيينه لتوفير الإشراف المستقل على خطط «خدمة مستشفى واحدة» في مانشستر.
حصل على لقب الفارس عام 2005 مع مرتبة الشرف للعام الجديد.